# Underwater Sunlight
Underwater Sunlight è un album pubblicato nel 1986 dal gruppo tedesco di musica elettronica Tangerine Dream.
Il lavoro in studio è il secondo del periodo Blue Years ad essere entrato nella Official Albums Chart, alla posizione n. 90°, restandoci per più di una settimana.

## Tracce
1. Song of the Whale Part I: From Dawn... – 8:20
2. Song of the Whale Part II: ...To Dusk – 10:55
3. Dolphin Dance – 5:07
4. Ride On The Ray – 5:34
5. Scuba Scuba – 4:26
6. Underwater Twilight – 5:56
7. Dolphin Smile – 4:57 – traccia bonus

## Formazione
- Edgar Froese: sintetizzatori, tastiere, chitarra elettrica.
- Christopher Franke: sintetizzatori, tastiere, drum machine.
- Paul Haslinger: sintetizzatori, tastiere.